# عواطف البدري
عواطف البدري (28 أغسطس 1925 - 27 فبراير 2017) هي إذاعية مصرية، وتعد واحدة من جيل الرواد في تاريخ الإذاعة المصرية.

## حياتها ونشأتها
عواطف محمد البدري ولدت 28 أغسطس 1925 بمركز ساحل سليم بمحافظة أسيوط، وهي شقيقة الفنانة كريمة مختار، حصلت علي درجة اليسانس في الآداب قسم اللغة العربية جامعة القاهرة سنة 1948، وماجستير الصحافة من نفس الكلية سنة 1955.
وزوجها صبري محمود سلامة (4 يناير 1925 - 5 أبريل 1994)  وهو إذاعي وكاتب وشاعر مصري، وابنتها عبير سلامة ناقدة وأديبة مصرية.

## مسيرته
- عينت بالإذاعة المصرية سنة 1950، تتلمذت علي يد كوكبة من الإذاعيين منهم علي الراعي وأنور المشري وحسني الحديدي وصفية المهندس.[8]
- قدمت أول برامج إذاعي سنة 1954، تحت عنوان «إلى الآباء والابناء»، واستمرت في تقديمه أكثر من ثمان سنوات.[9]
- قدمت برنامج «أغرب اليوميات» الذي أخذته عنها معظم الإذاعات العربية وهيئة الإذاعة البريطانية (BBC)، وحقق نجاحًا كبيرًا.[10]
- تدرجت في المناصب حتي تولت منصب نائب مدير البرنامج العام سنة 1966.[11]
- عينت مديرًا للتخطيط والمتابعة والتدريب العملي سنة 1976.[12]
- عينت مستشارا لرئيس الإذاعة سنة 1980.[13]
- شاركت في أعمال اللجنة القومية للمرأة، ورأست لجنة التخطيط الدرامي، ولجنة اختبار المذيعين.[4]
- أسهمت في العديد من البرامج الهادفة من خلال عملها كمذيعة، من بينها: برنامج «زمن العمر الجميل» و«في الليل لما خلي».
- شاركت في عدة مؤتمرات دولية.[14]
- كانت عضوا بالتنظيم الطليعي، وكان ذلك سبباً استبعادها من الإذاعة المصرية سنة 1971، بسبب عضويتها، ونقلت للعمل في وزارة الزراعة، وكان سيد مرعي وزير الزراعة آنذاك، وعرض عليها العمل بأفضل المواقع بالوزارة، لكنها اخترت المكتبة لأنها تحب القراءة، وظلت في تلك المكتبة أربع سنوات كتبت خلالها أعمالاً إذاعية عديدة، وعقب تعيين أحمد كمال أبو المجد وزيراً للإعلام أعادها للإذاعة، عادت بعدها إلي إذاعة الشرق الأوسط بعد غياب ثماني سنوات لتقدم برنامجها القديم «زمن العمر الجميل» وكان برنامج اجتماعياً لكبار السن.[14]
- قدمت برنامجا بالتعاون مع هيئة الإذاعة البريطانية BBC سنة 1975، قام على فكرة الحكي بلسان الجماد أو الحيوان، وكان لكل حلقة عنوان، ومنها مثلاً «يوميات مرآة»، و«يوميات شماعة»، وحقق نجاحا كبيرا وقتها.[15]
- قامت بالتدريس في معهد الإذاعة والتليفزيون مادة «ميثاق الشرف الإذاعي».[16]
- عملت علي كتابة العديد من الأعمال الاذاعية.
- استغرق عملها في الإذاعة 40 عاما قدمت خلالها العديد من البرامج الاذاعية الناجحة من بينها «على الناصية»، بالاشتراك مع آمال فهمي و«أغرب اليوميات» و«طبيب العائلة» و«أيام مع الميكروفون» و «الجبرتى» في رمضان.[17]